# Arne Mattsson
Arne Mattsson (Uppsala, 2 december 1919 – 28 juni 1995) was een Zweeds filmregisseur.
Na zijn studie ingenieurswetenschappen werd Mattsson regieassistent. Hij draaide in 1944 zijn eerste lange speelfilm. In het buitenland brak Mattsson door met de film Zij danste slechts een zomer uit 1951. De film veroorzaakte veel ophef vanwege een voor die tijd erg gedurfde naaktscène. Hij won met deze film de Gouden Beer op het Filmfestival van Berlijn in 1952. Mattsson gold als een erg productief regisseur.

## Filmografie (selectie)
- 1951: Hon dansade en sommar
- 1952: För min heta ungdoms skull
- 1954: Salka valka
- 1958: Damen i svart
- 1958: Mannekäng i rött
- 1960: När mörkret faller
- 1962: Vaxdockan
- 1965: Här kommer bärsärkarna
- 1965: Morianerna
- 1966: Yngsjömordet
- 1967: Den onda cirkeln
- 1968: Bamse
- 1970: Ann och Eve – de erotiska
- 1973: Smutsiga fingrar
- 1985: Mask of Murder
- 1987: The Girl